# Општи избори у Италији 2022.
Општи избори у Италији су одржани 25. септембра 2022. године. Криза италијанске владе 2022, која је довела до оставке премијера Марија Драгија, довела је до тога да је председник Серђо Матарела распустио италијански парламент 21. јула, осам месеци пре његовог природног истека, и расписао нове изборе. Драги наставља да води владу као привремени премијер.
Као резултат уставног референдума 2020, величина парламента ће бити смањена у односу на претходне изборе. Према измењеном Уставу Италије, имаће 400 чланова Представничког дома и 200 изабраних чланова Сената Републике, што је мање са 630 и 315. Поред тога, након усвајања уставног закона 2021. године, минимална старосна граница за гласање за Сенат биће иста као и за Дом представника (18 година, а не 25 година), тако да ће по први пут два дома имати идентична изборни тела.